# Kandis (nisse)
 For alternative betydninger, se Kandis. (Se også artikler, som begynder med Kandis)
Kandida 'Kandis' Kristtjørn er en fiktiv karakter, skabt af Martin Miehe-Renard, og kendt fra de danske julekalendere Alletiders Nisse (1995), Alletiders Julemand (1997), Pyrus i Alletiders Eventyr (2000), samt filmen Pyrus på pletten (2000). Kandis er en nisse og portrætteres af Christiane Bjørg Nielsen.
Kandis optrådte for første gang i TV 2s julekalender Alletiders Nisse i 1995, som var en selvstændig efterfølger til den succesfulde Alletiders Jul (1994).